# Prapreče, Žužemberk
Prapreče este o localitate din comuna Žužemberk, Slovenia, cu o populație de 75 de locuitori.